# Milovan Đilas

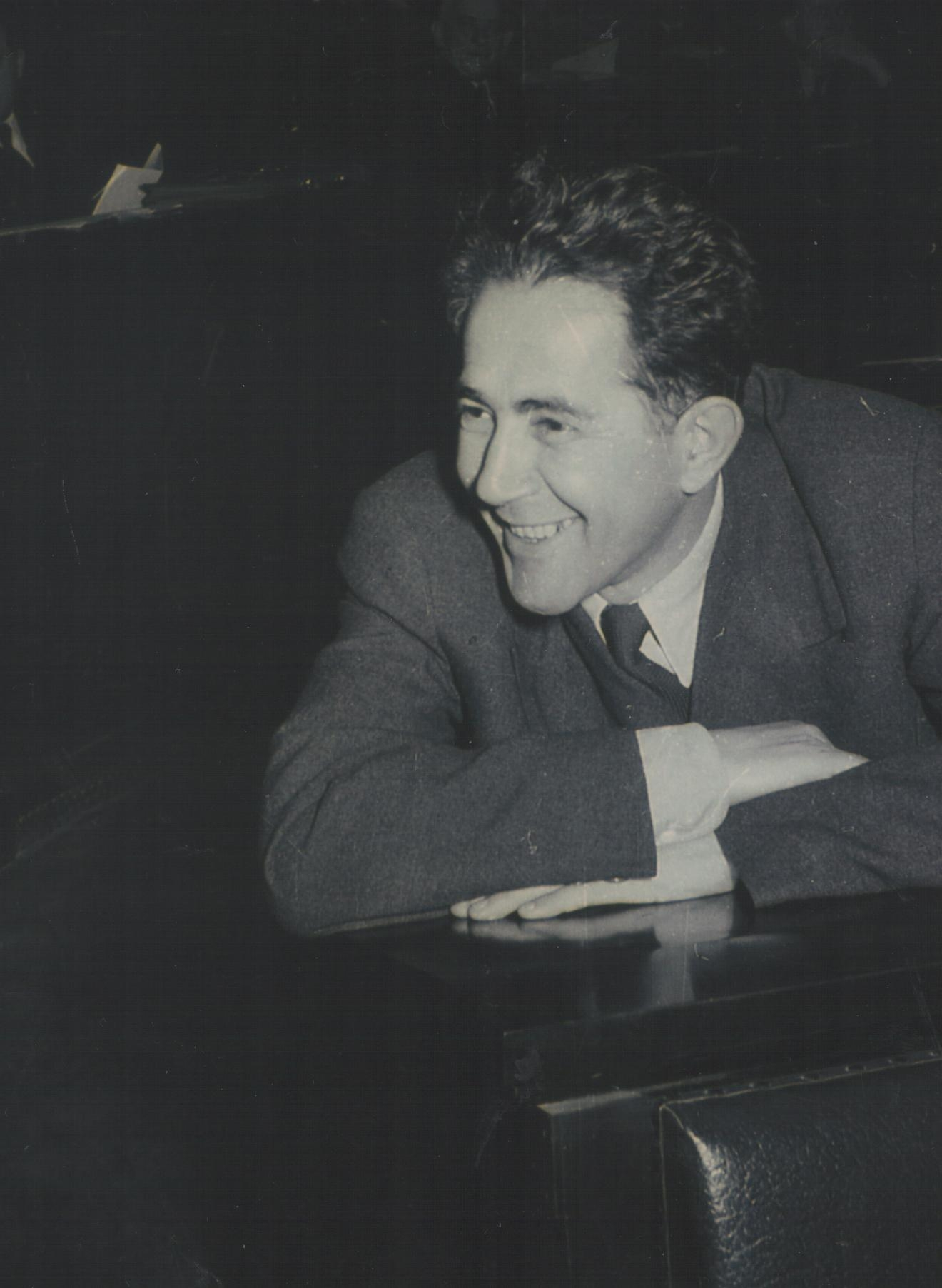
Milovan Đilas (1950)

Milovan Đilas ['milɔvan 'd͡ʑilas] (serbisch-kyrillisch Милован Ђилас, transkribiert Milovan Djilas; * 12. Juni 1911 in Podbišće, Königreich Montenegro; † 20. April 1995 in Belgrad) war ein jugoslawischer Partisan, Politiker und Schriftsteller aus Montenegro.
Zunächst ein überzeugter kommunistischer Ideologe und Agitator, entwickelte er sich zum prominenten Kritiker Josip Broz Titos, des Bundes der Kommunisten Jugoslawiens sowie des Realsozialismus an sich. Er verlor seine Ämter und verbrachte neun Jahre in jugoslawischen Gefängnissen. Seine Bücher wurden im Westen herausgebracht, wo er als kommunistischer Dissident betrachtet wurde.

## Leben

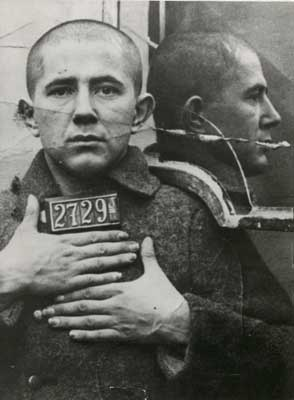
Đilas als Häftling in Sremska Mitrovica (1933)

Đilas war Sohn eines begüterten Bauern und Polizeioffiziers. Er studierte ab 1929 Philosophie und Rechtswissenschaften an der Universität Belgrad und trat 1932 der damals illegalen Kommunistischen Partei Jugoslawiens (KPJ) bei. Von 1933 bis 1936 inhaftiert, wurde er 1938 Mitglied des Zentralkomitees (ZK) und 1940 des Politbüros der KPJ.
1941 nahm Đilas an der Vorbereitung und der Organisation des bewaffneten Aufstandes gegen die italienischen Faschisten in Montenegro teil. Er war während des Zweiten Weltkrieges Mitglied ihres so genannten Obersten Stabes (Vrhovni štab) und hatte den Rang eines Generalleutnants der kommunistischen Volksbefreiungsarmee (NOV/POJ).

Im März 1944 reiste er als Teil einer jugoslawischen Militär- und Parteidelegation als Verbindungsmann nach Moskau. Dort traf er in Gesprächen unter anderem mit Georgi Dimitroff, Molotow und auch mehrmals mit Stalin zusammen.
In der „Provisorischen Regierung“ vom 8. März 1945 (Koalitionsregierung Tito-Šubašić) war Đilas Minister von Montenegro. Ab Februar 1946 war er Minister ohne Portefeuille in verschiedenen Regierungen. Auf dem Parteikongress der KPJ vom 21. bis 28. Juli 1948 wurde Đilas in das Zentralkomitee und das Politbüro der KPJ gewählt. Ab Januar 1953 war er Mitglied des Präsidiums des Bundes-Exekutivrats (Savezno Izvršno Veće, SIV).
1954 kam es nach der Veröffentlichung einer 18-teiligen kritischen Artikelserie im Parteiorgan Borba zum Bruch mit Tito und dem Bund der Kommunisten Jugoslawiens (Savez Komunista Jugoslavije, SKJ), der Nachfolgeorganisation der KPJ ab 1952. Das Zentralkomitee des SKJ erhob gegen Đilas den Vorwurf des parteiwidrigen Verhaltens und entfernte ihn von allen Funktionen in Partei und Staat. Der Grund waren seine realsoziologischen Analysen, in denen er die kommunistischen Kader mit marxistischen Analysemethoden als Neue Klasse herausarbeitete und verurteilte. Wegen „Stellungnahmen gegen die jugoslawischen Interessen“ wurde er zu zwei weiteren Haftstrafen verurteilt und verbrachte die Jahre 1956 bis 1961 sowie 1962 bis 1966 im Gefängnis. Während seiner Inhaftierungen schrieb er seinen Erzählungsband Der Wolf in der Falle, der 1973 in deutscher Sprache erschien.

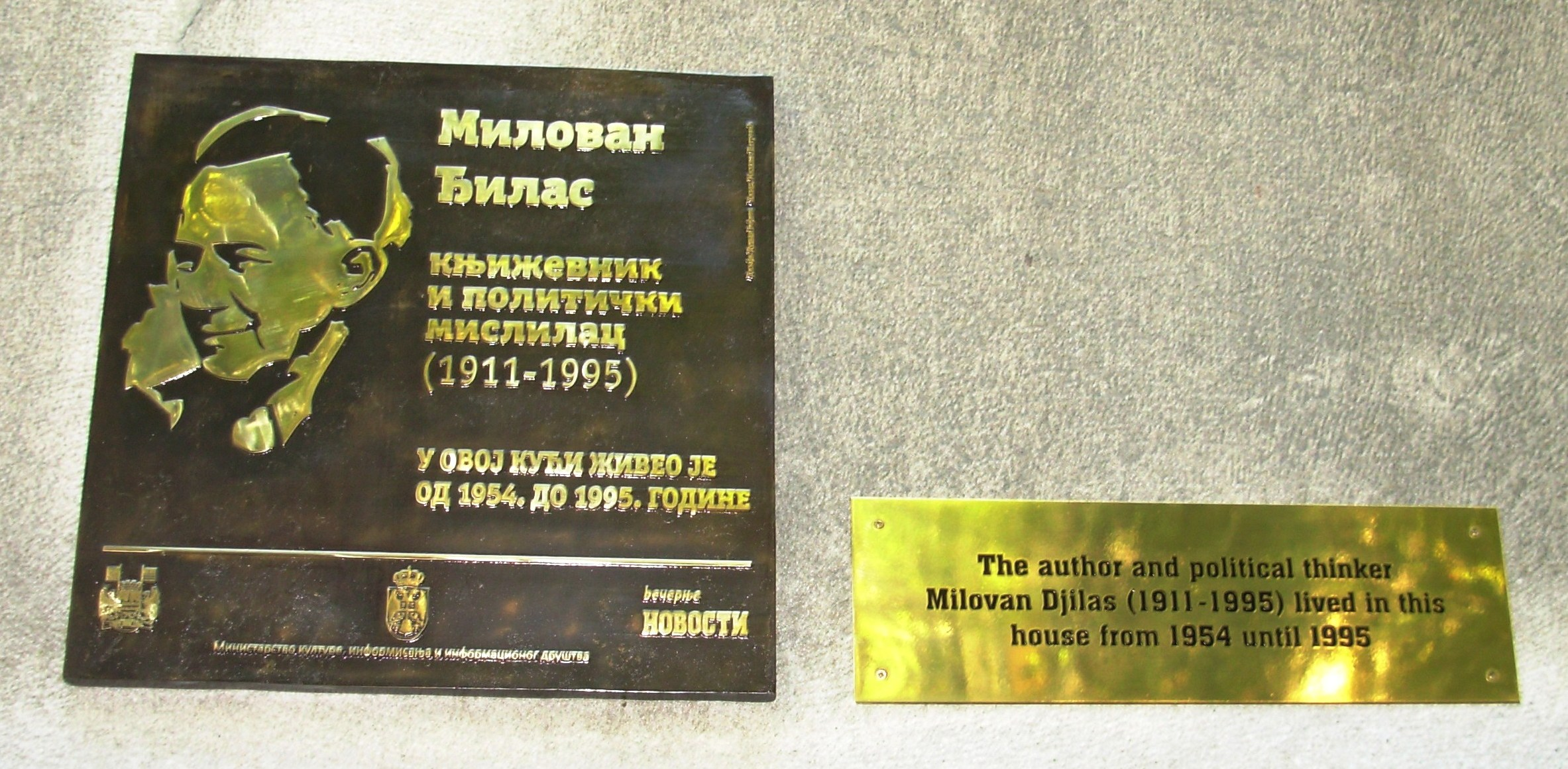
Gedenktafel mit dem Konterfei von Milovan Đilas (Belgrad)

Nach seiner Gefängnisstrafe reiste Đilas 1967 durch die USA, Großbritannien, Italien und Österreich, um 1968 wieder nach Jugoslawien zurückzukehren. 1970 wurde ihm ein Ausreiseverbot erteilt. Im Belgrader Exil kam er der serbisch-orthodoxen Kirche nahe, und an seinem Lebensende angelangt, bedauerte er, „am Prozess mitgewirkt zu haben, der zum Zerfall Jugoslawiens mit der Folge der Dämonisierung der Serben geführt hatte“.
Đilas hatte eine Tochter aus erster Ehe mit Mitra Mitrović (1912–2001) sowie einen Sohn (Aleksa Đilas, * 1953) aus der Ehe mit Štefanija Barić (1921–1993). Nach seinem Tod wurde er in der Familiengrabstätte auf dem Friedhof von Podbišće in Montenegro bestattet.

## Werke (Auswahl in deutscher Übersetzung)

### Memoiren
- Der junge Revolutionär. Memoiren 1929–1941. Molden, Wien / München / Zürich 1976, ISBN 3-217-00514-7.
- Der Krieg der Partisanen. Memoiren 1941–1945. Molden, München 1978, ISBN 3-88919-035-9.
- Jahre der Macht. Kräftespiel hinter dem Eisernen Vorhang. Memoiren 1945–1966. Molden, München 1983, ISBN 3-88919-008-1.
  - Neuauflage: Jahre der Macht. Im jugoslawischen Kräftespiel. Memoiren 1945–1966. Dtv, München 1992.
- Ideen sprengen Mauern. Meine Jahre zwischen Folter und Freiheit. Molden, München 1984, ISBN 3-88919-036-7.

### Politische Schriften
- Die neue Klasse. Eine Analyse des kommunistischen Systems. [Mit einer Einführung von Alfred Kantorowicz.] Übersetzt von Reinhard Federmann. Kindler Verlag, München 1957. - Titel des serbischen Originalmanuskripts: Nova klasa. Kritika savremenog komunizma. - Originalausgabe: The new class. An analysis of the communist system. Frederick A. Praeger, New York 1957.
- Gespräche mit Stalin. Fischer, Frankfurt am Main 1962. ISBN 3-10-014501-1.
- Anatomie einer Moral. Eine Analyse in Streitschriften. Fischer, Frankfurt am Main/Hamburg 1963.
- Die unvollkommene Gesellschaft. Jenseits der „Neuen Klasse“. (Originaltitel: Nesavršeno Društvo). Molden, Wien/München/Zürich 1969. (Neuauflage: Ullstein, 1980, ISBN 3-548-38013-1).
- Idee und System. Politische Essays. Molden, Wien [u. a.] 1982, ISBN 3-217-01079-5.

### Biografien
- Njegoš oder Dichter zwischen Kirche und Staat. Molden, Wien/München/Zürich 1968.
- Tito. Eine kritische Biographie. (Originaltitel: Druženje s Titom). Aus dem Serbokroatischen Peter Walcker, Molden, Wien u. a. 1980. ISBN 3-217-01158-9; ein Auszug als Serie in Zeitschrift Der Spiegel unter dem Titel Der rote Monarch. Über Tito. Ab Nr. 28/1980 ff. Teil 1, Teil 2, Teil 3, Teil 4, Teil 5.

### Prosa
- Land ohne Recht. (Originaltitel: Besudna zemlja). Kiepenheuer & Witsch, Köln 1958.
- Die Exekution und andere Erzählungen. dtv, München 1968 (aau.at [PDF] Die Exekution).
- Verlorene Schlacht (Roman). (Originaltitel: Izgubljene bitke). Rowohlt, Reinbek 1974. ISBN 3-499-11692-8
- Der Wolf in der Falle. Erzählungen. Ullstein, Frankfurt am Main/Wien/Berlin 1981. ISBN 3-548-38019-0
- Menschenjagd. 4 Romane. Nymphenburger, München 1985. (Neuauflage: Das Dorf im Dreiländereck. Vier Romane. Ullstein, Frankfurt am Main/Berlin 1992. ISBN 3-548-22825-9). ISBN 3-485-00500-2
- Welten und Brücken (Roman). Nymphenburger, München 1987. ISBN 3-485-00543-6